# Tanaka Isson

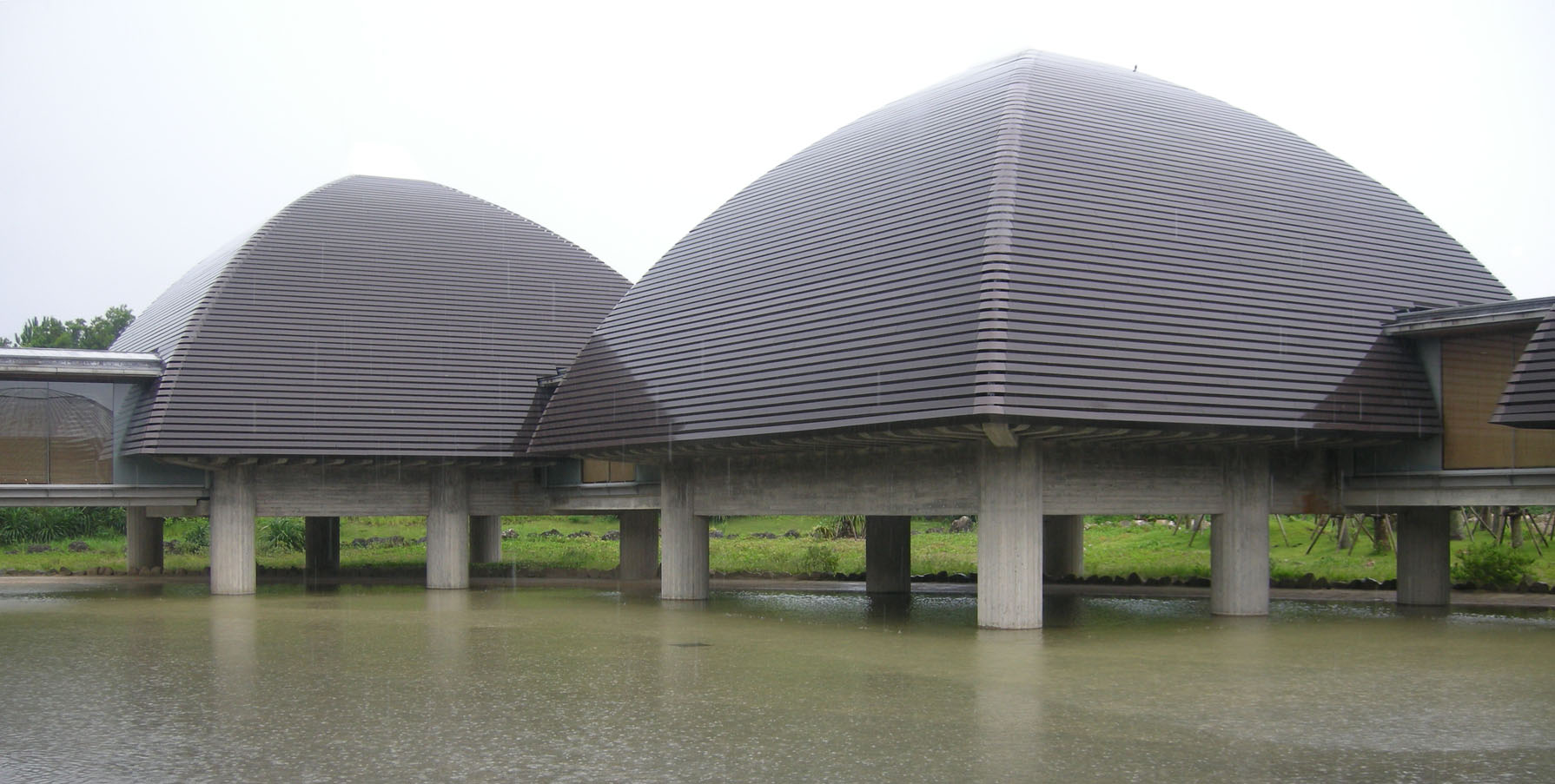
Mémorial de Tanaka Isson (juillet 2009)

 (juillet 2025).
Si vous disposez d'ouvrages ou d'articles de référence ou si vous connaissez des sites web de qualité traitant du thème abordé ici, merci de compléter l'article en donnant les références utiles à sa vérifiabilité et en les liant à la section « Notes et références ».
Tanaka Isson (田中 一村), de son vrai nom Takashi Tanaka (田中 孝, Tanaka Takashi), né le 29 juillet 1908 et décédé le 11 septembre 1977, est un peintre japonais. Amoureux inconditionnel de sa région natale, et précisément des paysages de l'Amami-Ōshima dans les îles Amami, il est entre autres connu pour la reproduction de scènes naturelles de cette région sur estampes. Un temps spécialisé dans la variante « nan-ga » du bunjin-ga, son style s'est progressivement individualisé. Une grande partie de ses œuvres est aujourd'hui exposée au mémorial de Tanaka Isson.